# 촛대승마
촛대승마는 미나리아재비과의 식물이다.

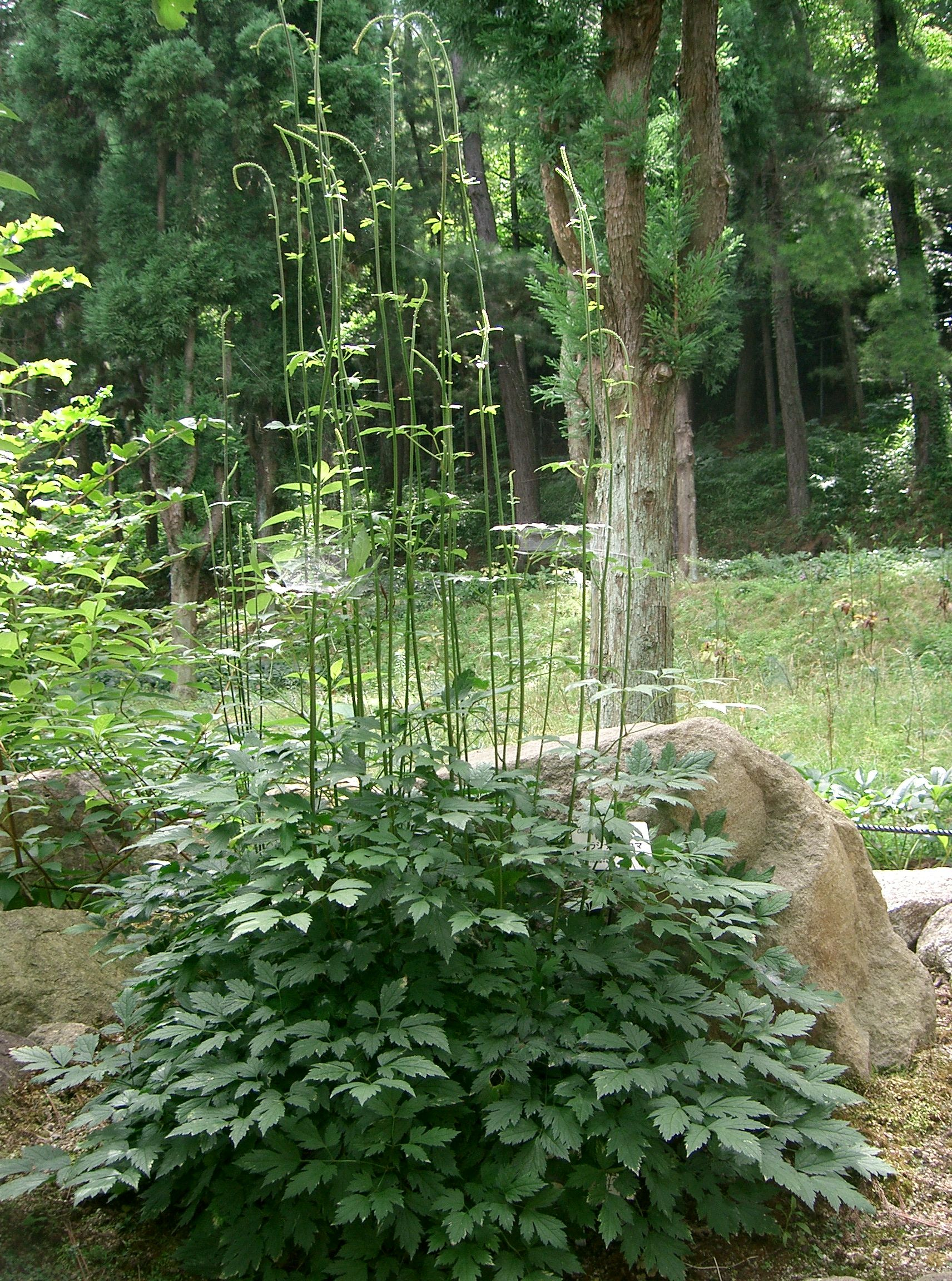

여러해살이풀.우리나라 깊은 산 및 휴전선의 향로봉.백두산의 고원지 숲 속 등지에 자란다.잎은 어긋나고 3개씩 2~3회 갈라지며, 여름에 흰색의 잔꽃이 이삭모양으로 핀다.전초를 약재로 쓴다.

## 서적 인용
1. ↑  《식물도감》. 예림당.